# Fünf auf der nach oben offenen Richterskala
Fünf Auf Der Nach Oben Offenen Richterskala, noto anche come Five on the Open-Ended Richter-Scale, è il quarto album del gruppo musicale tedesco Einstürzende Neubauten, pubblicato nel 1987 dalla Some Bizzare Records.
È stato ristampato nel 2002 dalla Potomak Records in versione rimasterizzata con una bonus track.

## Tracce
1. Zerstörte Zelle - 8:02
2. Morning Dew - 4:56
3. Ich bin's - 3:24
4. MoDiMiDoFrSaSo - 4:51
5. 12 Städte - 8:38
6. Keine Schönheit (ohne Gefahr) - 5:10
7. Kein Bestandteil sein - 6:43

Traccia bonus versione rimasterizzata Potomak 2002
1. Adler kommt später - 5:42

## Formazione
- Blixa Bargeld - voce, chitarra
- N.U. Unruh - percussioni, voce
- F.M. Einheit - percussioni, voce
- Mark Chung – basso, voce
- Alexander Hacke – chitarra, voce